# La Grande-Motte
La Grande-Motte är en kommun i departementet Hérault i regionen Occitanien i södra Frankrike. Kommunen ligger i kantonen Mauguio som tillhör arrondissementet Montpellier. År 2022 hade La Grande-Motte 8 508 invånare.

## Befolkningsutveckling
Antalet invånare i kommunen La Grande-Motte
Referens:INSEE